# 第14回ラスベガス映画批評家協会賞
14th LVFCS Awards

2010年12月16日

作品賞: 

 ソーシャル・ネットワーク 
第14回ラスベガス映画批評家協会賞は、ラスベガス映画批評家協会が2010年の映画に贈る映画賞で、2010年12月16日に発表された。

## 受賞一覧
主演男優賞
- ジェームズ・フランコ - 『127時間』

主演女優賞
- ナタリー・ポートマン - 『ブラック・スワン』

アニメ映画賞
- 『トイ・ストーリー3』

美術監督賞
- 『ブラック・スワン』

撮影賞
- 『インセプション』 - ウォーリー・フィスター

衣装デザイン賞
- 『アリス・イン・ワンダーランド』 - コリーン・アトウッド

監督賞
- デヴィッド・フィンチャー - 『ソーシャル・ネットワーク』

ドキュメンタリー映画賞
- 『スーパーマンを待ちながら』

編集賞
- 『インセプション』 - リー・スミス

作品賞
- 『ソーシャル・ネットワーク』

作品賞 (ファミリー部門)
- 『トイ・ストーリー3』

外国語映画賞
- 『ミレニアム ドラゴン・タトゥーの女』・ スウェーデン

作曲賞
- 『ソーシャル・ネットワーク』 - トレント・レズナー

脚本賞
- 『ソーシャル・ネットワーク』 - アーロン・ソーキン

主題歌賞
- "I See the Light" - 『塔の上のラプンツェル』

助演男優賞
- クリスチャン・ベール - 『ザ・ファイター』

助演女優賞
- エイミー・アダムス - 『ザ・ファイター』

視覚効果賞
- 『インセプション』

若手俳優賞
- ヘイリー・スタインフェルド - 『トゥルー・グリット』